# Danny Williams (futbolista)
Daniel Williams (Karlsruhe, Alemania, 8 de marzo de 1989), más conocido como Danny Williams, es un exfutbolista estadounidense que jugaba de centrocampista.

## Trayectoria
Williams comenzó su carrera en 1998 en el sistema juvenil del Karlsruher SC y luego jugó desde julio de 2004 para los equipos juveniles y de reservas del SC Friburgo.

### Alemania
Hizo su debut como profesional con el primer equipo de SC Friburgo el 22 de enero de 2010 jugando contra VfB Stuttgart.
En agosto de 2011, casi finalizada la temporada de traspasos, Williams fue fichado por el TSG 1899 Hoffenheim por 176.000 libras. Williams debutó con el club el 10 de septiembre de ese mismo año en la victoria 4-0 sobre el 1. FSV Maguncia 05.
Williams anotó su primer gol como profesional con el Hoffenheim en la victoria 3-1 sobre el Hannover 96 el 23 de septiembre de 2012.

### Inglaterra
El 25 de junio de 2013 se anunció que Williams dejaría el Hoffenheim y se uniría al Reading FC de la Segunda División de Inglaterra. El germano-estadounidense firmó contrato con los Royals hasta 2017. Hizo su debut con el club el 3 de agosto de 2013, ingresando en el segundo tiempo en el partido inaugural de la temporada frente al Ipswich Town. Anotó su primer gol para el Reading el 1 de febrero de 2014 en la victoria 3-0 sobre el Derby County.
Williams volvió a la alineación titular del Reading luego de sufrir una lesión en 2014 que lo dejó fuera de las canchas por varios meses y evitó que fuera considerado para jugar la Copa Mundial de Fútbol de 2014 con los Estados Unidos. Anotó su primer gol en la temporada 2014-15 el 7 de febrero de 2015 convirtiendo el tanto decisivo en la victoria 2-1 sobre Wolverhampton.
Williams anotó uno de los goles más rápidos en la historia del club en la temporada 2015/16, cuando abrió la cuenta de su equipo a los quince segundos de comenzado el encuentro del 3 de octubre de 2014 frente al Middlesbrough FC.

## Selección nacional
En sus años de juvenil, Williams jugó para la selección sub-15 de Alemania. Sin embargo, debido a regulaciones de la FIFA en relación con jugadores con doble ciudadanía, Williams podía elegir jugar ya sea para la selección mayor de Alemania o de Estados Unidos. Obtuvo su pasaporte estadounidense el 30 de septiembre de 2011 y en octubre de 2011 fue llamado por Jurgen Klinsmann para jugar dos partidos amistosos con esta selección. Williams debutó con los Estados Unidos el 8 de agosto de 2011, en la victoria 1-0 sobre Honduras. Williams fue llamado nuevamente a la selección de Estados Unidos para el partido amistoso contra Italia el 29 de febrero de 2012. Fue llamado al campamento previo a los primeros partidos de la clasificación para la Copa Mundial de Fútbol de 2014 de los Estados Unidos, pero no fue incluido en la lista final debido a una lesión de hombro que venía acarraeando desde el final de la temporada con su club.
Williams hizo su debut en competiciones oficiales para los Estados Unidos ingresando en el segundo tiempo del partido en que Estados Unidos cayó 1-2 ante Jamaica por las eliminatorias a la Copa del Mundo de 2014 el 7 de septiembre de 2012.
Luego de perderse la convocatoria a la Copa Mundial de Fútbol de 2014 por una serie de lesiones, Williams regresó a la selección norteamericana el 22 de marzo de 2015 cuando fue llamado para un par de partidos amistosos en Europa ese mes. Anotó su primer gol internacional semanas después, en la victoria 4-3 en un partido amistoso con los Países Bajos, ayudando a su selección a conseguir su primera victoria sobre el conjunto europeo en la historia.

### Goles con la selección de Estados Unidos
| #  | Fecha                    | Lugar                                     | Oponente     | Gol   | Resultado | Competición |
| -- | ------------------------ | ----------------------------------------- | ------------ | ----- | --------- | ----------- |
| 1. | 5 de junio de 2015       | Amsterdam Arena, Ámsterdam, Países Bajos  | Países Bajos | 3 – 3 | 4 – 3     | Amistoso    |
| 2. | 22 de septiembre de 2015 | Gillette Stadium, Fóxboro, Estados Unidos | Brasil       | 1 – 4 | 1 – 4     | Amistoso    |

## Estadísticas
Actualizado a fin de carrera.
| Club                                  | Div.          | Temporada     | Liga  | Liga  | Copas nacionales | Copas nacionales | Total | Total |
| Club                                  | Div.          | Temporada     | Part. | Goles | Part.            | Goles            | Part. | Goles |
| ------------------------------------- | ------------- | ------------- | ----- | ----- | ---------------- | ---------------- | ----- | ----- |
| S. C. Friburgo · Alemania             | 1.ª           | 2009-10       | 6     | 0     | 0                | 0                | 6     | 0     |
| S. C. Friburgo · Alemania             | 1.ª           | 2010-11       | 7     | 0     | 2                | 0                | 9     | 0     |
| S. C. Friburgo · Alemania             | 1.ª           | 2011-12       | 1     | 0     | 0                | 0                | 1     | 0     |
| S. C. Friburgo · Alemania             | Total club    | Total club    | 14    | 0     | 2                | 0                | 16    | 0     |
| TSG 1899 Hoffenheim · Alemania        | 1.ª           | 2011-12       | 24    | 0     | 3                | 0                | 27    | 0     |
| TSG 1899 Hoffenheim · Alemania        | 1.ª           | 2012-13       | 21    | 1     | 0                | 0                | 21    | 1     |
| TSG 1899 Hoffenheim · Alemania        | Total club    | Total club    | 45    | 1     | 3                | 0                | 48    | 1     |
| Reading F. C. Inglaterra              | 2.ª           | 2013-14       | 30    | 3     | 2                | 0                | 32    | 3     |
| Reading F. C. Inglaterra              | 2.ª           | 2014-15       | 25    | 1     | 6                | 0                | 31    | 1     |
| Reading F. C. Inglaterra              | 2.ª           | 2015-16       | 39    | 5     | 7                | 1                | 46    | 6     |
| Reading F. C. Inglaterra              | 2.ª           | 2016-17       | 44    | 4     | 3                | 0                | 47    | 4     |
| Reading F. C. Inglaterra              | Total club    | Total club    | 138   | 13    | 18               | 1                | 156   | 14    |
| Huddersfield Town A. F. C. Inglaterra | 1.ª           | 2017-18       | 20    | 0     | 4                | 1                | 24    | 1     |
| Huddersfield Town A. F. C. Inglaterra | 1.ª           | 2018-19       | 5     | 0     | 1                | 0                | 6     | 0     |
| Huddersfield Town A. F. C. Inglaterra | Total club    | Total club    | 25    | 0     | 5                | 1                | 30    | 1     |
| Pafos F. C. Chipre                    | 1.ª           | 2019-20       | 11    | 0     | 0                | 0                | 11    | 0     |
| Pafos F. C. Chipre                    | Total club    | Total club    | 11    | 0     | 0                | 0                | 11    | 0     |
| Total carrera                         | Total carrera | Total carrera | 233   | 14    | 28               | 2                | 261   | 16    |
| 1.                                    |               |               |       |       |                  |                  |       |       |

## Vida privada
Williams es el hijo de padre estadounidense y madre alemana que se conocieron cuando su padre se encontraba estacionado en una base militar de los Estados Unidos en Heidelberg.